# Manhunt in the Jungle
Pour plus de détails, voir Fiche technique et Distribution.
Manhunt in the Jungle est un film américain réalisé par Tom McGowan, sorti en 1958.

## Synopsis
Une expédition par à la recherche de Percy Fawcett, perdue dans la jungle amazonienne.

## Fiche technique
- Titre : Manhunt in the Jungle
- Réalisation : Tom McGowan
- Scénario : Sam Mervin et Owen Crump d'après le roman Man Hunting in the Jungle de George M. Dyott
- Musique : Howard Jackson
- Photographie : Robert J. Brooker
- Montage : Robert B. Warwick Jr.
- Production : Cedric Francis
- Société de production : Warner Bros.
- Société de distribution : Warner Bros. (États-Unis)
- Pays de production :  États-Unis
- Genre : Action, aventure, biopic, drame et historique
- Durée : 79 minutes
- Date de sortie : 
  - États-Unis : 11 avril 1958

## Distribution
- Robin Hughes : le commandant George M. Dyott
- Luis Álvarez : Aloique
- James Wilson : le colonel P.H. Fawcett
- Jorge Montoro : Carissimo
- Natalia Manzuelas : la femme de Pedro
- John B. Symmes : John B. Symmes
- Richard McCloskey : Dr. Emmett Wilson
- Harry Knapp : l'explorateur portugais
- Emilio Meiners : Pedro
- Enrique González : Bernadino
- M. Torres Acho : Juan
- Alfonso Santilla : Julio
- Marvin Miller : le narrateur

## Accueil
Le film a reçu la note de 1,5/5 sur AllMovie.